# Grand Prix de Voleibol de 2015
O Grand Prix de Voleibol de 2015 foi a 23ª edição do torneio anual de voleibol feminino organizado pela Federação Internacional de Voleibol (FIVB).
Foi disputado por 28 seleções pelo segundo ano seguido, com a fase intercontinental realizada entre 26 de junho e 18 de julho. As equipes classificadas do Primeiro Grupo disputaram a fase final em Omaha, Nebraska, nos Estados Unidos, entre 22 e 26 de julho, tornando-se a primeira cidade fora da Ásia ou Europa a sediar as finais do Grand Prix.
Os Estados Unidos venceram todas as cinco partidas da fase final e conquistaram em casa e com uma rodada de antecedência o seu sexto título da competição, seguido pela Rússia que terminou com o vice-campeonato. Campeão em 2013 e 2014, o Brasil ficou com a medalha de bronze.

## Equipes participantes
Todas as 28 seleções participantes na edição anterior se classificaram diretamente para a edição de 2015. A Coreia do Sul desistiu da competição, o que cancelou o rebaixamento da República Dominicana ao Segundo Grupo e a Colômbia se classificou pela primeira vez através da sua colocação na Copa Pan-Americana de 2014.
| África (CAVB)    | Ásia e Oceania (AVC)                                | Europa (CEV) | América do Norte, América Central e Caribe (NORCECA)                        | América do Sul (CSV)                 |
| ---------------- | --------------------------------------------------- | --- | --------------------------------------------------------------------------- | ------------------------------------ |
| Argélia · Quênia | Austrália · Cazaquistão · China · Japão · Tailândia | Alemanha · Bélgica · Bulgária · Croácia · Itália · Países Baixos · Polônia · Chéquia · Rússia · Sérvia · Turquia | Canadá · Cuba · Estados Unidos · México · Porto Rico · República Dominicana | Argentina · Brasil · Colômbia · Peru |

## Fórmula de disputa
As 28 equipes participantes foram divididas em três grandes grupos de acordo com o desempenho na edição de 2014. Doze delas compuseram o Primeiro Grupo, oito o Segundo Grupo e as oito restantes integraram o Terceiro Grupo. A distribuição das seleções segue abaixo, com as colocações das equipes no último ranking da FIVB antes da competição entre parênteses:
| Primeiro Grupo | Segundo Grupo | Terceiro Grupo |
| --- | --- | --- |
| Fase final: Omaha | Fase final: Lublin | Fase final: Camberra                                                                                                 |
| \| Estados Unidos (1) · Brasil (2) · China (3) · Japão (4) · Itália (5) · República Dominicana (6) \| Rússia (7) · Sérvia (8) · Alemanha (9) · Turquia (11) · Tailândia (12) · Bélgica (13) \| | Argentina (14) · Porto Rico (15) · Canadá (16) · Croácia (17) · Países Baixos (17) · Bulgária (21) · Polônia (28) · Chéquia (31) | Cazaquistão (19) · Quênia (19) · Peru (23) · Argélia (25) · Cuba (26) · México (27) · Colômbia (30) · Austrália (46) |
| Estados Unidos (1) · Brasil (2) · China (3) · Japão (4) · Itália (5) · República Dominicana (6)                                                                                                | Rússia (7) · Sérvia (8) · Alemanha (9) · Turquia (11) · Tailândia (12) · Bélgica (13)                                            | |

Durante a fase intercontinental, as seleções do Primeiro Grupo disputaram nove partidas dentro de grupos de quatro equipes cada ao longo de três semanas. Já as equipes do Segundo e do Terceiro Grupo disputaram seis partidas ao longo de duas semanas, mas também em grupo de quatro times cada.
As três equipes mais bem colocadas na classificação geral do Terceiro Grupo avançaram à fase final do grupo que teve a Austrália como país sede. No Segundo Grupo, a Polônia, país sede, se juntou as três primeiras colocadas da sua divisão na disputa da fase final. Tanto no Segundo como no Terceiro Grupo a fase final foi composta de semifinais e final. Diferente de 2014, a equipe campeã do Segundo Grupo não participa da fase final do Primeiro Grupo em 2015, apenas garante acesso ao grupo principal em 2016.
A fase final do Primeiro Grupo (final six) foi disputada pelos Estados Unidos, por ser sede, juntamente com as cinco equipes mais bem colocadas na fase intercontinental. O final six foi disputado em pontos corridos e turno único, consagrando-se campeã a equipe que acumulasse mais pontos.

## Calendário
Primeiro Grupo
| Primeira semana: 3–5 de julho    | Grupo A · Bangcoc Brasil · Japão · Sérvia · Tailândia       | Grupo B · Ningbo China · República Dominicana · Alemanha · Rússia | Grupo C · Ancara Bélgica · Itália · Turquia · Estados Unidos           |
| Segunda semana: 10–12 de julho   | Grupo D · São Paulo Bélgica · Brasil · Alemanha · Tailândia | Grupo E · Saitama China · República Dominicana · Itália · Japão   | Grupo F · Kaliningrado Rússia · Sérvia · Turquia · Estados Unidos      |
| Terceira semana: 16–18 de julho  | Grupo G · Catânia Bélgica · Brasil · Itália · Rússia        | Grupo H · Hong Kong China · Japão · Tailândia · Estados Unidos    | Grupo I · Stuttgart República Dominicana · Alemanha · Sérvia · Turquia |
| Fase final: 22–26 de julho Omaha |                                                             |                                                                   |                                                                        |

Segundo Grupo
| Primeira semana: 3–5 de julho    | Grupo J · Porec Argentina · Croácia · Chéquia · Países Baixos  | Grupo K · Carolina Bulgária · Canadá · Polônia · Porto Rico |
| Segunda semana: 10–12 de julho   | Grupo L · Formosa Argentina · Canadá · Países Baixos · Polônia | Grupo M · Samokov Bulgária · Croácia · Chéquia · Porto Rico |
| Fase final: 1–2 de agosto Lublin |                                                                |                                                             |

Terceiro Grupo
| Primeira semana: 26–28 de junho     | Grupo N · Taldykorgan Argélia · Austrália · Cuba · Cazaquistão | Grupo O · Veracruz Colômbia · Quênia · México · Peru  |
| Segunda semana: 3–5 de julho        | Grupo P · Trujillo Colômbia · Cuba · Cazaquistão · Peru        | Grupo Q · Argel Argélia · Austrália · Quênia · México |
| Fase final: 11–12 de julho Camberra |                                                                |                                                       |

## Fase intercontinental
Durante a fase intercontinental e as fases finais um placar de 3-0 ou 3-1 faz com que a equipe vencedora da partida some três pontos na classificação geral e a perdedora, nenhum; em caso de ocorrência de tie-break, o vencedor soma dois pontos e o perdedor, um. No entanto o primeiro critério para determinar as colocações é o número de vitórias.

### Primeiro Grupo
Todas as partidas seguem o horário local.
|     |                      |     | Jogos | Jogos | Jogos | Resultados | Resultados | Resultados | Resultados | Resultados | Resultados | Sets | Sets | Sets   | Pontos | Pontos | Pontos |
| Pos | Equipe               | Pts | T     | V     | D     | 3–0        | 3–1        | 3–2        | 2–3        | 1–3        | 0–3        | V    | P    | R      | V      | P      | R      |
| --- | -------------------- | --- | ----- | ----- | ----- | ---------- | ---------- | ---------- | ---------- | ---------- | ---------- | ---- | ---- | ------ | ------ | ------ | ------ |
| 1   | Brasil               | 27  | 9     | 9     | 0     | 7          | 2          | 0          | 0          | 0          | 0          | 27   | 2    | 13.500 | 721    | 555    | 1.299  |
| 2   | China                | 26  | 9     | 9     | 0     | 5          | 3          | 1          | 0          | 0          | 0          | 27   | 5    | 5.400  | 770    | 569    | 1.353  |
| 3   | Estados Unidos       | 24  | 9     | 8     | 1     | 3          | 4          | 1          | 1          | 0          | 0          | 26   | 9    | 2.889  | 823    | 731    | 1.126  |
| 4   | Itália               | 14  | 9     | 5     | 4     | 4          | 0          | 1          | 0          | 3          | 1          | 18   | 14   | 1.286  | 740    | 680    | 1.088  |
| 5   | Rússia               | 14  | 9     | 5     | 4     | 1          | 3          | 1          | 0          | 1          | 3          | 16   | 17   | 0.941  | 730    | 746    | 0.979  |
| 6   | Japão                | 13  | 9     | 4     | 5     | 3          | 1          | 0          | 1          | 2          | 2          | 16   | 16   | 1,000  | 699    | 721    | 0.969  |
| 7   | Alemanha             | 13  | 9     | 4     | 5     | 2          | 2          | 0          | 1          | 1          | 3          | 15   | 17   | 0.882  | 733    | 692    | 1.059  |
| 8   | Sérvia               | 12  | 9     | 3     | 6     | 2          | 1          | 0          | 3          | 2          | 1          | 17   | 19   | 0.895  | 796    | 775    | 1.027  |
| 9   | Tailândia            | 8   | 9     | 3     | 6     | 1          | 1          | 1          | 0          | 2          | 4          | 11   | 21   | 0.524  | 667    | 726    | 0.919  |
| 10  | Bélgica              | 6   | 9     | 2     | 7     | 2          | 0          | 0          | 0          | 2          | 5          | 8    | 21   | 0.381  | 571    | 692    | 0.825  |
| 11  | Turquia              | 5   | 9     | 2     | 7     | 1          | 0          | 1          | 0          | 4          | 3          | 10   | 23   | 0.435  | 690    | 783    | 0.881  |
| 12  | República Dominicana | 0   | 9     | 0     | 9     | 0          | 0          | 0          | 0          | 0          | 9          | 0    | 27   | 0,000  | 415    | 675    | 0.615  |

Grupo A
- Local: Estádio Indoor Huamark, Bangcoc, Tailândia

| Data  | Hora  |           | Placar |        | Set 1 | Set 2 | Set 3 | Set 4 | Set 5 | Total   | Relatório |
| ----- | ----- | --------- | ------ | ------ | ----- | ----- | ----- | ----- | ----- | ------- | --------- |
| 3 jul | 16:00 | Tailândia | 3–2    | Sérvia | 25–17 | 15–25 | 23–25 | 25–22 | 15–11 | 103–100 | Relatório |
| 3 jul | 18:55 | Brasil    | 3–1    | Japão  | 21–25 | 25–21 | 25–17 | 27–25 |       | 98–88   | Relatório |
| 4 jul | 14:00 | Brasil    | 3–0    | Sérvia | 25–20 | 25–15 | 25–19 |       |       | 75–54   | Relatório |
| 4 jul | 16:30 | Tailândia | 0–3    | Japão  | 21–25 | 22–25 | 22–25 |       |       | 65–75   | Relatório |
| 5 jul | 14:00 | Japão     | 3–1    | Sérvia | 25–22 | 18–25 | 28–26 | 25–23 |       | 96–96   | Relatório |
| 5 jul | 16:50 | Tailândia | 0–3    | Brasil | 23–25 | 18–25 | 13–25 |       |       | 54–75   | Relatório |

Grupo B
- Local: Ginásio Beilun, Ningbo, China

| Data  | Hora  |                      | Placar |                      | Set 1 | Set 2 | Set 3 | Set 4 | Set 5 | Total | Relatório |
| ----- | ----- | -------------------- | ------ | -------------------- | ----- | ----- | ----- | ----- | ----- | ----- | --------- |
| 3 jul | 15:00 | Alemanha             | 1–3    | Rússia               | 20–25 | 26–24 | 20–25 | 20–25 |       | 86–99 | Relatório |
| 3 jul | 19:30 | China                | 3–0    | República Dominicana | 25–15 | 25–12 | 25–9  |       |       | 75–36 | Relatório |
| 4 jul | 15:00 | República Dominicana | 0–3    | Rússia               | 15–25 | 22–25 | 8–25  |       |       | 45–75 | Relatório |
| 4 jul | 19:30 | China                | 3–0    | Alemanha             | 25–15 | 25–22 | 25–15 |       |       | 75–52 | Relatório |
| 5 jul | 15:00 | República Dominicana | 0–3    | Alemanha             | 6–25  | 18–25 | 23–25 |       |       | 47–75 | Relatório |
| 5 jul | 19:30 | China                | 3–1    | Rússia               | 25–21 | 21–25 | 25–13 | 25–23 |       | 96–82 | Relatório |

Grupo C
- Local: Başkent Voleybol Salonu, Ancara, Turquia

| Data  | Hora  |                | Placar |                | Set 1 | Set 2 | Set 3 | Set 4 | Set 5 | Total  | Relatório |
| ----- | ----- | -------------- | ------ | -------------- | ----- | ----- | ----- | ----- | ----- | ------ | --------- |
| 3 jul | 16:00 | Estados Unidos | 3–1    | Itália         | 25–27 | 25–21 | 25–22 | 25–23 |       | 100–93 | Relatório |
| 3 jul | 19:05 | Turquia        | 0–3    | Bélgica        | 13–25 | 17–25 | 23–25 |       |       | 53–75  | Relatório |
| 4 jul | 16:00 | Itália         | 3–0    | Bélgica        | 25–15 | 25–17 | 25–20 |       |       | 75–52  | Relatório |
| 4 jul | 19:00 | Turquia        | 1–3    | Estados Unidos | 20–25 | 25–17 | 16–25 | 21–25 |       | 82–92  | Relatório |
| 5 jul | 16:00 | Bélgica        | 0–3    | Estados Unidos | 19–25 | 20–25 | 18–25 |       |       | 57–75  | Relatório |
| 5 jul | 19:00 | Turquia        | 0–3    | Itália         | 22–25 | 23–25 | 17–25 |       |       | 62–75  | Relatório |

Grupo D
- Local: Ginásio do Ibirapuera, São Paulo, Brasil

| Data   | Hora  |          | Placar |           | Set 1 | Set 2 | Set 3 | Set 4 | Set 5 | Total | Relatório |
| ------ | ----- | -------- | ------ | --------- | ----- | ----- | ----- | ----- | ----- | ----- | --------- |
| 10 jul | 14:05 | Brasil   | 3–0    | Bélgica   | 25–17 | 25–16 | 25–14 |       |       | 75–47 | Relatório |
| 10 jul | 16:10 | Alemanha | 0–3    | Tailândia | 22–25 | 20–25 | 16–25 |       |       | 58–75 | Relatório |
| 11 jul | 10:00 | Brasil   | 3–1    | Tailândia | 25–23 | 20–25 | 25–14 | 25–19 |       | 95–81 | Relatório |
| 11 jul | 12:45 | Bélgica  | 1–3    | Alemanha  | 19–25 | 25–23 | 21–25 | 15–25 |       | 80–98 | Relatório |
| 12 jul | 10:00 | Brasil   | 3–0    | Alemanha  | 26–24 | 25–22 | 26–24 |       |       | 77–70 | Relatório |
| 12 jul | 12:30 | Bélgica  | 1–3    | Tailândia | 11–25 | 23–25 | 25–22 | 14–25 |       | 73–97 | Relatório |

Grupo E
- Local: Saitama City Memorial Gymnasium, Saitama, Japão

| Data   | Hora  |                      | Placar |                      | Set 1 | Set 2 | Set 3 | Set 4 | Set 5 | Total   | Relatório |
| ------ | ----- | -------------------- | ------ | -------------------- | ----- | ----- | ----- | ----- | ----- | ------- | --------- |
| 10 jul | 16:10 | China                | 3–0    | República Dominicana | 25–15 | 25–12 | 25–19 |       |       | 75–46   | Relatório |
| 10 jul | 19:10 | Japão                | 2–3    | Itália               | 15–25 | 25–23 | 27–25 | 24–26 | 12–15 | 103–114 | Relatório |
| 11 jul | 15:10 | China                | 3–1    | Itália               | 25–21 | 20–25 | 25–16 | 25–19 |       | 95–81   | Relatório |
| 11 jul | 18:10 | Japão                | 3–0    | República Dominicana | 25–19 | 25–12 | 25–15 |       |       | 75–46   | Relatório |
| 12 jul | 15:10 | República Dominicana | 0–3    | Itália               | 13–25 | 15–25 | 19–25 |       |       | 47–75   | Relatório |
| 12 jul | 18:10 | Japão                | 1–3    | China                | 11–25 | 25–21 | 15–25 | 17–25 |       | 68–96   | Relatório |

Grupo F
- Local: DS Yantarny, Kaliningrado, Rússia

| Data   | Hora  |                | Placar |                | Set 1 | Set 2 | Set 3 | Set 4 | Set 5 | Total   | Relatório |
| ------ | ----- | -------------- | ------ | -------------- | ----- | ----- | ----- | ----- | ----- | ------- | --------- |
| 10 jul | 16:40 | Sérvia         | 3–1    | Turquia        | 25–18 | 21–25 | 25–14 | 27–25 |       | 98–82   | Relatório |
| 10 jul | 19:10 | Rússia         | 0–3    | Estados Unidos | 22–25 | 20–25 | 19–25 |       |       | 61–75   | Relatório |
| 11 jul | 16:40 | Estados Unidos | 3–1    | Turquia        | 25–12 | 25–19 | 22–25 | 25–21 |       | 97–77   | Relatório |
| 11 jul | 19:10 | Rússia         | 3–2    | Sérvia         | 25–23 | 17–25 | 20–25 | 26–24 | 15–8  | 103–105 | Relatório |
| 12 jul | 16:40 | Sérvia         | 2–3    | Estados Unidos | 18–25 | 26–24 | 28–30 | 25–19 | 9–15  | 106–113 | Relatório |
| 12 jul | 19:30 | Rússia         | 3–1    | Turquia        | 26–24 | 17–25 | 25–23 | 25–21 |       | 93–93   | Relatório |

Grupo G
- Local: PalaCatania, Catânia, Itália

| Data   | Hora  |         | Placar |         | Set 1 | Set 2 | Set 3 | Set 4 | Set 5 | Total  | Relatório |
| ------ | ----- | ------- | ------ | ------- | ----- | ----- | ----- | ----- | ----- | ------ | --------- |
| 16 jul | 17:10 | Rússia  | 0–3    | Brasil  | 18–25 | 14–25 | 17–25 |       |       | 49–75  | Relatório |
| 16 jul | 20:10 | Itália  | 3–0    | Bélgica | 25–17 | 26–24 | 25–14 |       |       | 76–55  | Relatório |
| 17 jul | 17:10 | Brasil  | 3–0    | Bélgica | 25–14 | 25–17 | 25–23 |       |       | 75–54  | Relatório |
| 17 jul | 20:25 | Itália  | 1–3    | Rússia  | 18–25 | 25–20 | 22–25 | 28–30 |       | 93–100 | Relatório |
| 18 jul | 17:10 | Bélgica | 3–0    | Rússia  | 25–20 | 25–22 | 28–26 |       |       | 78–68  | Relatório |
| 18 jul | 20:10 | Itália  | 0–3    | Brasil  | 17–25 | 24–26 | 17–25 |       |       | 58–76  | Relatório |

Grupo H
- Local: Hong Kong Coliseum, Hong Kong, China

| Data   | Hora  |           | Placar |                | Set 1 | Set 2 | Set 3 | Set 4 | Set 5 | Total  | Relatório |
| ------ | ----- | --------- | ------ | -------------- | ----- | ----- | ----- | ----- | ----- | ------ | --------- |
| 16 jul | 18:30 | Japão     | 0–3    | Estados Unidos | 23–25 | 22–25 | 24–26 |       |       | 69–76  | Relatório |
| 16 jul | 20:50 | China     | 3–0    | Tailândia      | 25–18 | 25–14 | 27–25 |       |       | 77–57  | Relatório |
| 17 jul | 18:30 | Tailândia | 1–3    | Estados Unidos | 21–25 | 18–25 | 25–23 | 16–25 |       | 80–98  | Relatório |
| 17 jul | 21:00 | China     | 3–0    | Japão          | 25–13 | 25–20 | 25–17 |       |       | 75–50  | Relatório |
| 18 jul | 17:30 | Japão     | 3–0    | Tailândia      | 25–19 | 25–21 | 25–15 |       |       | 75–55  | Relatório |
| 18 jul | 19:40 | China     | 3–2    | Estados Unidos | 22–25 | 25–13 | 25–22 | 19–25 | 15–12 | 106–97 | Relatório |

Grupo I
- Local: Porsche-Arena, Stuttgart, Alemanha

| Data   | Hora  |                      | Placar |                      | Set 1 | Set 2 | Set 3 | Set 4 | Set 5 | Total   | Relatório |
| ------ | ----- | -------------------- | ------ | -------------------- | ----- | ----- | ----- | ----- | ----- | ------- | --------- |
| 16 jul | 17:05 | Turquia              | 0–3    | Sérvia               | 20–25 | 16–25 | 19–25 |       |       | 55–75   | Relatório |
| 16 jul | 20:05 | Alemanha             | 3–0    | República Dominicana | 25–12 | 25–11 | 25–18 |       |       | 75–41   | Relatório |
| 17 jul | 18:05 | Alemanha             | 2–3    | Turquia              | 25–20 | 26–28 | 29–31 | 25–14 | 16–18 | 121–111 | Relatório |
| 17 jul | 21:45 | República Dominicana | 0–3    | Sérvia               | 13–25 | 21–25 | 16–25 |       |       | 50–75   | Relatório |
| 18 jul | 15:05 | República Dominicana | 0–3    | Turquia              | 20–25 | 17–25 | 20–25 |       |       | 57–75   | Relatório |
| 18 jul | 18:05 | Sérvia               | 1–3    | Alemanha             | 25–23 | 18–25 | 22–25 | 22–25 |       | 87–98   | Relatório |

### Segundo Grupo
Todas as partidas seguem o horário local.
|     |               |     | Jogos | Jogos | Jogos | Resultados | Resultados | Resultados | Resultados | Resultados | Resultados | Sets | Sets | Sets  | Pontos | Pontos | Pontos |
| Pos | Equipe        | Pts | T     | V     | D     | 3–0        | 3–1        | 3–2        | 2–3        | 1–3        | 0–3        | V    | P    | R     | V      | P      | R      |
| --- | ------------- | --- | ----- | ----- | ----- | ---------- | ---------- | ---------- | ---------- | ---------- | ---------- | ---- | ---- | ----- | ------ | ------ | ------ |
| 1   | Países Baixos | 17  | 6     | 6     | 0     | 4          | 1          | 1          | 0          | 0          | 0          | 18   | 3    | 6,000 | 510    | 375    | 1.360  |
| 2   | Polônia       | 12  | 6     | 4     | 2     | 2          | 2          | 0          | 0          | 1          | 1          | 13   | 8    | 1.625 | 480    | 472    | 1.017  |
| 3   | Chéquia       | 12  | 6     | 4     | 2     | 1          | 2          | 1          | 1          | 1          | 0          | 15   | 10   | 1.500 | 563    | 521    | 1.081  |
| 4   | Porto Rico    | 12  | 6     | 4     | 2     | 0          | 3          | 1          | 1          | 0          | 1          | 14   | 11   | 1.273 | 562    | 522    | 1.077  |
| 5   | Bulgária      | 9   | 6     | 3     | 3     | 1          | 0          | 2          | 2          | 0          | 1          | 13   | 13   | 1,000 | 544    | 550    | 0.989  |
| 6   | Canadá        | 5   | 6     | 2     | 4     | 0          | 1          | 1          | 0          | 3          | 1          | 9    | 15   | 0.600 | 506    | 550    | 0.920  |
| 7   | Argentina     | 4   | 6     | 1     | 5     | 0          | 1          | 0          | 1          | 2          | 2          | 7    | 16   | 0.438 | 476    | 548    | 0.869  |
| 8   | Croácia       | 1   | 6     | 0     | 6     | 0          | 0          | 0          | 1          | 3          | 2          | 5    | 18   | 0.278 | 442    | 545    | 0.811  |

Grupo J
- Local: Žatika Sport Centre, Porec, Croácia

| Data  | Hora  |               | Placar |               | Set 1 | Set 2 | Set 3 | Set 4 | Set 5 | Total | Relatório |
| ----- | ----- | ------------- | ------ | ------------- | ----- | ----- | ----- | ----- | ----- | ----- | --------- |
| 3 jul | 17:00 | Países Baixos | 3–1    | Chéquia       | 25–17 | 23–25 | 26–24 | 25–18 |       | 99–84 | Relatório |
| 3 jul | 20:00 | Argentina     | 3–1    | Croácia       | 25–19 | 26–24 | 15–25 | 25–16 |       | 91–84 | Relatório |
| 4 jul | 17:00 | Argentina     | 0–3    | Países Baixos | 11–25 | 11–25 | 12–25 |       |       | 34–75 | Relatório |
| 4 jul | 20:00 | Chéquia       | 3–0    | Croácia       | 25–17 | 25–19 | 25–19 |       |       | 75–55 | Relatório |
| 5 jul | 17:00 | Chéquia       | 3–1    | Argentina     | 25–23 | 25–20 | 23–25 | 25–19 |       | 98–87 | Relatório |
| 5 jul | 20:00 | Croácia       | 0–3    | Países Baixos | 17–25 | 11–25 | 13–25 |       |       | 41–75 | Relatótio |

Grupo K
- Local: Coliseo Guillermo Angulo, Carolina, Porto Rico

| Data  | Hora  |            | Placar |          | Set 1 | Set 2 | Set 3 | Set 4 | Set 5 | Total   | Relatório |
| ----- | ----- | ---------- | ------ | -------- | ----- | ----- | ----- | ----- | ----- | ------- | --------- |
| 3 jul | 17:10 | Bulgária   | 0–3    | Polônia  | 17–25 | 20–25 | 22–25 |       |       | 59–75   | Relatório |
| 3 jul | 20:10 | Porto Rico | 3–1    | Canadá   | 25–18 | 25–10 | 24–26 | 25–14 |       | 99–68   | Relatório |
| 4 jul | 17:10 | Bulgária   | 2–3    | Canadá   | 25–18 | 14–25 | 14–25 | 25–20 | 13–15 | 91–103  | Relatório |
| 4 jul | 20:20 | Porto Rico | 3–1    | Polônia  | 25–19 | 21–25 | 25–19 | 25–18 |       | 96–81   | Relatório |
| 5 jul | 16:10 | Canadá     | 1–3    | Polônia  | 18–25 | 25–20 | 26–28 | 17–25 |       | 86–98   | Relatório |
| 5 jul | 19:10 | Porto Rico | 2–3    | Bulgária | 19–25 | 25–27 | 25–20 | 25–18 | 14–16 | 108–106 | Relatório |

Grupo L
- Local: Estadio Cincuentenario, Formosa, Argentina

| Data   | Hora  |               | Placar |               | Set 1 | Set 2 | Set 3 | Set 4 | Set 5 | Total   | Relatório |
| ------ | ----- | ------------- | ------ | ------------- | ----- | ----- | ----- | ----- | ----- | ------- | --------- |
| 10 jul | 19:10 | Polônia       | 0–3    | Países Baixos | 18–25 | 20–25 | 15–25 |       |       | 53–75   | Relatório |
| 10 jul | 22:10 | Argentina     | 1–3    | Canadá        | 25–22 | 23–25 | 14–25 | 29–31 |       | 91–103  | Relatório |
| 11 jul | 19:10 | Polônia       | 3–1    | Canadá        | 25–20 | 19–25 | 25–17 | 27–25 |       | 96–87   | Relatório |
| 11 jul | 22:10 | Argentina     | 2–3    | Países Baixos | 21–25 | 18–25 | 25–20 | 28–26 | 12–15 | 104–111 | Relatório |
| 12 jul | 19:10 | Países Baixos | 3–0    | Canadá        | 25–22 | 25–16 | 25–21 |       |       | 75–59   | Relatório |
| 12 jul | 22:10 | Argentina     | 0–3    | Polônia       | 21–25 | 23–25 | 25–27 |       |       | 69–77   | Relatório |

Grupo M
- Local: Arena Samokov, Samokov, Bulgária

| Data   | Hora  |            | Placar |            | Set 1 | Set 2 | Set 3 | Set 4 | Set 5 | Total   | Relatório |
| ------ | ----- | ---------- | ------ | ---------- | ----- | ----- | ----- | ----- | ----- | ------- | --------- |
| 10 jul | 16:10 | Porto Rico | 3–2    | Chéquia    | 25–20 | 25–22 | 19–25 | 13–25 | 18–16 | 100–108 | Relatório |
| 10 jul | 19:15 | Bulgária   | 3–2    | Croácia    | 25–18 | 23–25 | 21–25 | 25–22 | 15–12 | 109–102 | Relatório |
| 11 jul | 14:10 | Croácia    | 1–3    | Porto Rico | 25–23 | 16–25 | 23–25 | 17–25 |       | 81–98   | Relatório |
| 11 jul | 16:50 | Bulgária   | 2–3    | Chéquia    | 23–25 | 25–18 | 17–25 | 25–18 | 11–15 | 101–101 | Relatório |
| 12 jul | 14:10 | Croácia    | 1–3    | Chéquia    | 12–25 | 25–22 | 21–25 | 21–25 |       | 79–97   | Relatório |
| 12 jul | 16:45 | Bulgária   | 3–0    | Porto Rico | 28–26 | 25–20 | 25–15 |       |       | 78–61   | Relatório |

### Terceiro Grupo
Todas as partidas seguem o horário local.
|     |             |     | Jogos | Jogos | Jogos | Resultados | Resultados | Resultados | Resultados | Resultados | Resultados | Sets | Sets | Sets  | Pontos | Pontos | Pontos |
| Pos | Equipe      | Pts | T     | V     | D     | 3–0        | 3–1        | 3–2        | 2–3        | 1–3        | 0–3        | V    | P    | R     | V      | P      | R      |
| --- | ----------- | --- | ----- | ----- | ----- | ---------- | ---------- | ---------- | ---------- | ---------- | ---------- | ---- | ---- | ----- | ------ | ------ | ------ |
| 1   | Colômbia    | 15  | 6     | 5     | 1     | 4          | 1          | 0          | 0          | 1          | 0          | 16   | 4    | 4,000 | 482    | 402    | 1.199  |
| 2   | Peru        | 15  | 6     | 5     | 1     | 4          | 1          | 0          | 0          | 0          | 1          | 15   | 4    | 3.750 | 451    | 367    | 1.229  |
| 3   | Quênia      | 10  | 6     | 4     | 2     | 2          | 0          | 2          | 0          | 0          | 2          | 12   | 10   | 1.200 | 472    | 443    | 1.065  |
| 4   | Cuba        | 10  | 6     | 3     | 3     | 3          | 0          | 0          | 1          | 1          | 1          | 12   | 9    | 1.333 | 476    | 436    | 1.092  |
| 5   | Cazaquistão | 8   | 6     | 3     | 3     | 2          | 0          | 1          | 0          | 0          | 3          | 9    | 11   | 0.818 | 416    | 437    | 0.952  |
| 6   | Argélia     | 7   | 6     | 2     | 4     | 1          | 0          | 1          | 2          | 0          | 2          | 10   | 14   | 0.714 | 482    | 521    | 0.925  |
| 7   | México      | 6   | 6     | 2     | 4     | 0          | 1          | 1          | 1          | 0          | 3          | 8    | 15   | 0.533 | 453    | 512    | 0.885  |
| 8   | Austrália   | 1   | 6     | 0     | 6     | 0          | 0          | 0          | 1          | 1          | 4          | 3    | 18   | 0.167 | 589    | 503    | 1.171  |

Grupo N
- Local: Palácio de Esportes Zhastar, Taldykorgan, Cazaquistão

| Data   | Hora  |             | Placar |           | Set 1 | Set 2 | Set 3 | Set 4 | Set 5 | Total  | Relatório |
| ------ | ----- | ----------- | ------ | --------- | ----- | ----- | ----- | ----- | ----- | ------ | --------- |
| 26 jun | 13:00 | Austrália   | 0–3    | Cuba      | 22–25 | 12–25 | 16–25 |       |       | 50–75  | Relatório |
| 26 jun | 16:00 | Cazaquistão | 3–0    | Argélia   | 25–23 | 25–17 | 25–20 |       |       | 75–60  | Relatório |
| 27 jun | 13:00 | Cuba        | 3–0    | Argélia   | 25–19 | 25–18 | 25–16 |       |       | 75–53  | Relatório |
| 27 jun | 16:00 | Cazaquistão | 3–0    | Austrália | 25–20 | 25–21 | 25–8  |       |       | 75–49  | Relatório |
| 28 jun | 13:00 | Argélia     | 3–0    | Austrália | 25–19 | 25–22 | 25–13 |       |       | 75–54  | Relatório |
| 28 jun | 16:00 | Cazaquistão | 3–2    | Cuba      | 25–16 | 12–25 | 26–24 | 21–25 | 15–13 | 99–103 | Relatório |

Grupo O
- Local: Arena Córdoba, Veracruz, México

| Data   | Hora  |          | Placar |          | Set 1 | Set 2 | Set 3 | Set 4 | Set 5 | Total  | Relatório |
| ------ | ----- | -------- | ------ | -------- | ----- | ----- | ----- | ----- | ----- | ------ | --------- |
| 26 jun | 18:10 | Quênia   | 0–3    | Peru     | 18–25 | 12–25 | 23–25 |       |       | 53–75  | Relatório |
| 26 jun | 20:40 | México   | 0–3    | Colômbia | 18–25 | 16–25 | 18–25 |       |       | 52–75  | Relatório |
| 27 jun | 17:10 | Peru     | 3–1    | Colômbia | 25–19 | 19–25 | 25–21 | 25–19 |       | 94–84  | Relatório |
| 27 jun | 19:40 | México   | 2–3    | Quênia   | 16–25 | 25–20 | 25–21 | 17–25 | 9–15  | 92–106 | Relatório |
| 28 jun | 16:10 | Colômbia | 3–0    | Quênia   | 25–21 | 25–14 | 25–20 |       |       | 75–55  | Relatório |
| 28 jun | 18:40 | México   | 0–3    | Peru     | 16–25 | 17–25 | 12–25 |       |       | 45–75  | Relatório |

Grupo P
- Local: Coliseo Gran Chimú, Trujillo, Peru

| Data  | Hora  |             | Placar |             | Set 1 | Set 2 | Set 3 | Set 4 | Set 5 | Total | Relatório |
| ----- | ----- | ----------- | ------ | ----------- | ----- | ----- | ----- | ----- | ----- | ----- | --------- |
| 3 jul | 16:30 | Cuba        | 3–0    | Cazaquistão | 25–22 | 25–16 | 25–23 |       |       | 75–61 | Relatório |
| 3 jul | 19:00 | Peru        | 0–3    | Colômbia    | 17–25 | 17–25 | 23–25 |       |       | 57–75 | Relatório |
| 4 jul | 15:30 | Cazaquistão | 0–3    | Colômbia    | 19–25 | 22–25 | 19–25 |       |       | 60–75 | Relatório |
| 4 jul | 18:00 | Peru        | 3–0    | Cuba        | 25–23 | 25–21 | 25–20 |       |       | 75–64 | Relatório |
| 5 jul | 16:30 | Colômbia    | 3–1    | Cuba        | 25–14 | 21–25 | 25–20 | 27–25 |       | 98–84 | Relatório |
| 5 jul | 19:10 | Peru        | 3–0    | Cazaquistão | 25–12 | 25–16 | 25–18 |       |       | 75–46 | Relatótio |

Grupo Q
- Local: Salle omnisports Chéraga, Argel, Argélia

| Data  | Hora  |           | Placar |           | Set 1 | Set 2 | Set 3 | Set 4 | Set 5 | Total   | Relatório |
| ----- | ----- | --------- | ------ | --------- | ----- | ----- | ----- | ----- | ----- | ------- | --------- |
| 3 jul | 17:10 | México    | 0–3    | Quênia    | 20–25 | 17–25 | 22–25 |       |       | 59–75   | Relatório |
| 3 jul | 22:10 | Argélia   | 3–2    | Austrália | 25–18 | 25–23 | 21–25 | 20–25 | 15–10 | 106–101 | Relatório |
| 4 jul | 17:10 | Quênia    | 3–0    | Austrália | 25–20 | 25–16 | 25–20 |       |       | 75–56   | Relatório |
| 4 jul | 22:10 | México    | 3–2    | Argélia   | 25–20 | 22–25 | 25–14 | 21–25 | 15–13 | 108–97  | Relatório |
| 5 jul | 17:10 | Austrália | 1–3    | México    | 18–25 | 25–22 | 19–25 | 22–25 |       | 84–97   | Relatório |
| 5 jul | 22:10 | Argélia   | 2–3    | Quênia    | 25–20 | 15–25 | 25–23 | 13–25 | 13–15 | 91–108  | Relatório |

## Fase final

### Terceiro Grupo
- Local: AIS Arena, Camberra, Austrália

|  | Semifinais  | Semifinais  |   |             | Final          | Final |  |
|  |             |             |   |             |                |       |  |
|  | 11 de julho |             |   |             |                |       |  |
|  | Peru        | 3           |   |             |                |       |  |
|  | Colômbia    | 0           |   |             |                |       |  |
|  |             |             |   |             |                |       |  |
|  |             |             |   |             | 12 de julho    |       |  |
|  |             |             |   |             | Peru           | 1     |  |
|  |             | Quênia      | 3 |             |                |       |  |
|  |             |             |   |             |                |       |  |
|  |             |             |   |             |                |       |  |
|  |             |             |   |             | Terceiro lugar |       |  |
|  | 11 de julho | 11 de julho |   | 12 de julho | 12 de julho    |       |  |
|  | Austrália   | 1           |   | Colômbia    | 3              |       |  |
|  | Quênia      | 3           |   |             | Austrália      | 0     |  |

Semifinais
| Data   | Hora  |           | Placar |          | Set 1 | Set 2 | Set 3 | Set 4 | Set 5 | Total | Relatório |
| ------ | ----- | --------- | ------ | -------- | ----- | ----- | ----- | ----- | ----- | ----- | --------- |
| 11 jul | 16:10 | Peru      | 3–0    | Colômbia | 25–16 | 25–17 | 25–19 |       |       | 75–52 | Relatório |
| 11 jul | 19:10 | Austrália | 1–3    | Quênia   | 25–18 | 16–25 | 20–25 | 14–25 |       | 75–93 | Relatório |

Terceiro lugar
| Data   | Hora  |          | Placar |           | Set 1 | Set 2 | Set 3 | Set 4 | Set 5 | Total | Relatório |
| ------ | ----- | -------- | ------ | --------- | ----- | ----- | ----- | ----- | ----- | ----- | --------- |
| 12 jul | 13:10 | Colômbia | 3–0    | Austrália | 25–12 | 25–22 | 25–16 |       |       | 75–50 | Relatório |

Final
| Data   | Hora  |      | Placar |        | Set 1 | Set 2 | Set 3 | Set 4 | Set 5 | Total | Relatório |
| ------ | ----- | ---- | ------ | ------ | ----- | ----- | ----- | ----- | ----- | ----- | --------- |
| 12 jul | 16:10 | Peru | 1–3    | Quênia | 25–21 | 17–25 | 22–25 | 23–25 |       | 87–96 | Relatório |

### Segundo Grupo
- Local: Hala Globus, Lublin, Polônia

|  | Semifinais    | Semifinais  |   |             | Final          | Final |  |
|  |               |             |   |             |                |       |  |
|  | 1 de agosto   |             |   |             |                |       |  |
|  | Países Baixos | 3           |   |             |                |       |  |
|  | Chéquia       | 0           |   |             |                |       |  |
|  |               |             |   |             |                |       |  |
|  |               |             |   |             | 2 de agosto    |       |  |
|  |               |             |   |             | Países Baixos  | 3     |  |
|  |               | Polônia     | 0 |             |                |       |  |
|  |               |             |   |             |                |       |  |
|  |               |             |   |             |                |       |  |
|  |               |             |   |             | Terceiro lugar |       |  |
|  | 1 de agosto   | 1 de agosto |   | 2 de agosto | 2 de agosto    |       |  |
|  | Polônia       | 3           |   | Chéquia     | 3              |       |  |
|  | Porto Rico    | 1           |   |             | Porto Rico     | 1     |  |

Semifinais
| Data  | Hora  |               | Placar |            | Set 1 | Set 2 | Set 3 | Set 4 | Set 5 | Total | Relatório |
| ----- | ----- | ------------- | ------ | ---------- | ----- | ----- | ----- | ----- | ----- | ----- | --------- |
| 1 ago | 15:10 | Países Baixos | 3–0    | Chéquia    | 25–21 | 25–14 | 27–25 |       |       | 77–60 | Relatório |
| 1 ago | 18:10 | Polônia       | 3–1    | Porto Rico | 25–21 | 21–25 | 25–16 | 25–23 |       | 96–85 | Relatório |

Terceiro lugar
| Data  | Hora  |         | Placar |            | Set 1 | Set 2 | Set 3 | Set 4 | Set 5 | Total | Relatório |
| ----- | ----- | ------- | ------ | ---------- | ----- | ----- | ----- | ----- | ----- | ----- | --------- |
| 2 ago | 15:10 | Chéquia | 3–1    | Porto Rico | 25–18 | 12–25 | 25–21 | 25–17 |       | 87–81 | Relatório |

Final
| Data  | Hora  |               | Placar |         | Set 1 | Set 2 | Set 3 | Set 4 | Set 5 | Total | Relatório |
| ----- | ----- | ------------- | ------ | ------- | ----- | ----- | ----- | ----- | ----- | ----- | --------- |
| 2 ago | 18:10 | Países Baixos | 3–0    | Polônia | 25–19 | 25–19 | 25–16 |       |       | 75–54 | Relatório |

### Primeiro Grupo
|     |                |     | Jogos | Jogos | Jogos | Resultados | Resultados | Resultados | Resultados | Resultados | Resultados | Sets | Sets | Sets  | Pontos | Pontos | Pontos |
| Pos | Equipe         | Pts | T     | V     | D     | 3–0        | 3–1        | 3–2        | 2–3        | 1–3        | 0–3        | V    | P    | R     | V      | P      | R      |
| --- | -------------- | --- | ----- | ----- | ----- | ---------- | ---------- | ---------- | ---------- | ---------- | ---------- | ---- | ---- | ----- | ------ | ------ | ------ |
| 1   | Estados Unidos | 15  | 5     | 5     | 0     | 3          | 2          | 0          | 0          | 0          | 0          | 15   | 2    | 7.500 | 410    | 325    | 1.262  |
| 2   | Rússia         | 9   | 5     | 3     | 2     | 3          | 0          | 0          | 0          | 1          | 1          | 10   | 6    | 1.667 | 383    | 353    | 1.085  |
| 3   | Brasil         | 9   | 5     | 3     | 2     | 1          | 2          | 0          | 0          | 0          | 2          | 9    | 8    | 1.125 | 401    | 379    | 1.058  |
| 4   | China          | 7   | 5     | 2     | 3     | 2          | 0          | 0          | 1          | 1          | 1          | 9    | 9    | 1,000 | 382    | 397    | 0.962  |
| 5   | Itália         | 4   | 5     | 2     | 3     | 0          | 0          | 2          | 0          | 2          | 1          | 8    | 13   | 0.615 | 466    | 490    | 0.951  |
| 6   | Japão          | 1   | 5     | 0     | 5     | 0          | 0          | 0          | 1          | 0          | 4          | 2    | 15   | 0.133 | 325    | 423    | 0.768  |

- Local: CenturyLink Center Omaha, Omaha, Estados Unidos

| Data   | Hora  |                | Placar |        | Set 1 | Set 2 | Set 3 | Set 4 | Set 5 | Total   | Relatório |
| ------ | ----- | -------------- | ------ | ------ | ----- | ----- | ----- | ----- | ----- | ------- | --------- |
| 22 jul | 15:10 | Brasil         | 3–1    | China  | 23–25 | 25–20 | 25–16 | 25–14 |       | 98–75   | Relatório |
| 22 jul | 17:40 | Itália         | 0–3    | Rússia | 24–26 | 26–28 | 19–25 |       |       | 69–79   | Relatório |
| 22 jul | 20:10 | Estados Unidos | 3–0    | Japão  | 25–12 | 25–15 | 25–18 |       |       | 75–45   | Relatório |
| 23 jul | 15:10 | Brasil         | 0–3    | Rússia | 19–25 | 26–28 | 19–25 |       |       | 64–78   | Relatório |
| 23 jul | 17:25 | Japão          | 0–3    | China  | 20–25 | 19–25 | 12–25 |       |       | 51–75   | Relatório |
| 23 jul | 20:10 | Estados Unidos | 3–1    | Itália | 25–17 | 25–14 | 15–25 | 25–18 |       | 90–74   | Relatório |
| 24 jul | 15:10 | Brasil         | 3–0    | Japão  | 25–21 | 25–23 | 25–16 |       |       | 75–60   | Relatório |
| 24 jul | 17:15 | China          | 2–3    | Itália | 15–25 | 25–22 | 25–22 | 18–25 | 12–15 | 95–109  | Relatório |
| 24 jul | 20:10 | Estados Unidos | 3–1    | Rússia | 26–24 | 19–25 | 25–16 | 25–22 |       | 95–87   | Relatório |
| 25 jul | 15:10 | China          | 3–0    | Rússia | 27–25 | 25–20 | 25–19 |       |       | 77–64   | Relatório |
| 25 jul | 17:15 | Estados Unidos | 3–0    | Brasil | 25–16 | 25–22 | 25–21 |       |       | 75–59   | Relatório |
| 25 jul | 20:10 | Itália         | 3–2    | Japão  | 20–25 | 25–20 | 28–30 | 26–24 | 24–22 | 123–121 | Relatório |
| 26 jul | 12:05 | Estados Unidos | 3–0    | China  | 25–23 | 25–19 | 25–18 |       |       | 75–60   | Relatório |
| 26 jul | 15:10 | Itália         | 1–3    | Brasil | 18–25 | 27–25 | 28–30 | 18–25 |       | 91–105  | Relatório |
| 26 jul | 17:55 | Japão          | 0–3    | Rússia | 11–25 | 19–25 | 18–25 |       |       | 48–75   | Relatório |

## Classificação final
| Campeão | Vice-campeão | ' |
| Estados Unidos Kayla Banwarth · Courtney Thompson · Tamari Miyashiro · Lauren Gibbemeyer · Jordan Larson · Megan Easy · Kelly Murphy · Christa Harmotto · Kimberly Hill · Foluke Akinradewo · Molly Kreklow · Tetori Dixon · Kelsey Robinson · Karsta Lowe | Rússia Yana Shcherban · Alexandra Pasynkova · Olga Efimova · Ekaterina Lyubushkina · Nataliya Goncharova · Ekaterina Kosianenko · Ekaterina Orlova · Irina Fetisova · Natalia Malykh · Kseniia Ilchenko · Anna Malova · Anastasia Shlyakhovaya · Ekaterina Efimova · Olga Biryukova | Brasil Juciely Barreto · Dani Lins · Ana Carolina da Silva · Wélissa Gonzaga · Mayhara da Silva · Gabriela Guimarães · Natália Pereira · Ivna Marra · Monique Pavão · Roberta Ratzke · Léia Silva · Suelle Oliveira · Ellen Braga · Mara Leão |

| 4  | China                |
| 5  | Itália               |
| 6  | Japão                |
| 7  | Alemanha             |
| 8  | Sérvia               |
| 9  | Tailândia            |
| 10 | Bélgica              |
| 11 | Turquia              |
| 12 | República Dominicana |
| 13 | Países Baixos        |
| 14 | Polônia              |
| 15 | Chéquia              |
| 16 | Porto Rico           |
| 17 | Bulgária             |
| 18 | Canadá               |
| 19 | Argentina            |
| 20 | Croácia              |
| 21 | Quênia               |
| 22 | Peru                 |
| 23 | Colômbia             |
| 24 | Austrália            |
| 25 | Cuba                 |
| 26 | Cazaquistão          |
| 27 | Argélia              |
| 28 | México               |

### Prêmios individuais
A seleção do campeonato foi composta pelas seguintes jogadoras:
- MVP :  Karsta Lowe